# ألان جيل
ألان جيل (5 أغسطس 1940 - ) (بالإنجليزية: Alan Gill)‏ هو لاعب كريكت بريطاني.